# Mehrwertige Abhängigkeit
Eine mehrwertige Abhängigkeit (englisch multivalued dependency (MVD)) {\displaystyle \alpha \twoheadrightarrow \beta } beschreibt die Abhängigkeit einer Menge von Attributen {\displaystyle \beta } von einer Menge aus Attributen {\displaystyle \alpha }.

## Definition und Erläuterung
Im Folgenden repräsentiere {\displaystyle t[\alpha ]} alle Attribute (Spalten) {\displaystyle \alpha } des Tupels (Zeile) {\displaystyle t} dar.
Eine mehrwertige Abhängigkeit {\displaystyle \alpha \twoheadrightarrow \beta } zwischen Attributen einer Relation {\displaystyle R} liegt vor, wenn gilt:
Für zwei Tupel {\displaystyle t_{1}} und {\displaystyle t_{2}} mit {\displaystyle t_{1}[\alpha ]=t_{2}[\alpha ]} existieren in jeder zulässigen Instanz von {\displaystyle R} stets zwei weitere Tupel {\displaystyle t_{3}} und {\displaystyle t_{4}} mit:
{\displaystyle {\begin{matrix}t_{1}[\alpha ]=t_{2}[\alpha ]=t_{3}[\alpha ]=t_{4}[\alpha ]\\t_{1}[\beta ]=t_{3}[\beta ]\\t_{2}[\beta ]=t_{4}[\beta ]\\t_{1}[R\setminus (\alpha \cup \beta )]=t_{4}[R\setminus (\alpha \cup \beta )]\\t_{2}[R\setminus (\alpha \cup \beta )]=t_{3}[R\setminus (\alpha \cup \beta )]\end{matrix}}}

Anschaulich ergibt sich daraus:

{\displaystyle {\begin{matrix}{\text{Tupel}}&\alpha &\beta &R\setminus (\alpha \cup \beta )\\t_{1}&a_{1}..a_{n}&b_{1}..b_{m}&d_{1}..d_{k}\\t_{2}&a_{1}..a_{n}&c_{1}..c_{m}&e_{1}..e_{k}\\t_{3}&a_{1}..a_{n}&b_{1}..b_{m}&e_{1}..e_{k}\\t_{4}&a_{1}..a_{n}&c_{1}..c_{m}&d_{1}..d_{k}\end{matrix}}}

Mehrwertige Abhängigkeiten sind trivial, falls {\displaystyle \beta \subseteq \alpha } oder {\displaystyle \alpha \cup \beta =R}.

## Hüllenbildung
Im Zusammenhang mit der Normalisierung von Datenbanken wird oftmals die Menge aller von mehrwertigen Abhängigkeiten implizierten Abhängigkeiten benötigt. Ausgangspunkt ist die Menge {\displaystyle D} bestehend aus funktionalen Abhängigkeiten {\displaystyle FD} und mehrwertigen Abhängigkeiten {\displaystyle MVD}. Ziel ist die Bestimmung der Hülle {\displaystyle D^{+}}. Analog zu den Armstrong-Axiomen zur Erweiterung der funktionalen Abhängigkeiten werden hier nachfolgende Axiome angewendet:
1. Reflexivität, Erweiterung und Transitivität für funktionale Abhängigkeiten
2. Wiederholung: Falls {\displaystyle \alpha \rightarrow \beta }, dann auch {\displaystyle \alpha \twoheadrightarrow \beta }
3. Komplement: Zu jedem {\displaystyle \alpha \twoheadrightarrow \beta } existiert auch {\displaystyle \alpha \twoheadrightarrow R\setminus \{\alpha \cup \beta \}}
4. Mehrwertige Erweiterung: Gelte {\displaystyle \alpha \twoheadrightarrow \beta } und sei {\displaystyle \gamma \subseteq R} sowie {\displaystyle \delta \subseteq \gamma }, dann gilt auch {\displaystyle \alpha \gamma \twoheadrightarrow \beta \delta }
5. Mehrwertige Transitivität: Gilt {\displaystyle \alpha \twoheadrightarrow \beta } und {\displaystyle \beta \twoheadrightarrow \gamma }, dann gilt auch {\displaystyle \alpha \twoheadrightarrow \gamma \setminus \beta }
6. Verschmelzung: Gilt {\displaystyle \alpha \twoheadrightarrow \beta }, {\displaystyle \gamma \subseteq \beta } und existiert ein {\displaystyle \delta } mit {\displaystyle \delta \subseteq R}, {\displaystyle \gamma \cap \delta =\varnothing } und {\displaystyle \delta \rightarrow \gamma }, dann gilt auch {\displaystyle \alpha \twoheadrightarrow \gamma }

Auch hier helfen einige weitere abgeleitete Regeln:
1. Mehrwertige Vereinigung: Wenn {\displaystyle \alpha \twoheadrightarrow \beta } und {\displaystyle \alpha \twoheadrightarrow \gamma }, dann gilt auch {\displaystyle \alpha \twoheadrightarrow \beta \gamma }
2. Durchschnitt: Wenn {\displaystyle \alpha \twoheadrightarrow \beta } und {\displaystyle \alpha \twoheadrightarrow \gamma }, dann gilt auch {\displaystyle \alpha \twoheadrightarrow \beta \cap \gamma }
3. Differenz: Wenn {\displaystyle \alpha \twoheadrightarrow \beta } und {\displaystyle \alpha \twoheadrightarrow \gamma }, dann gilt auch {\displaystyle \alpha \twoheadrightarrow \beta \setminus \gamma } bzw. {\displaystyle \alpha \twoheadrightarrow \gamma \setminus \beta }